# L'amore ci cambia la vita
| Recensione      | Giudizio |
| --------------- | -------- |
| Musica e dischi |          |

L'amore ci cambia la vita è il ventiseiesimo album del cantante italiano Gianni Morandi, pubblicato il 13 settembre 2002 per l'etichetta Epic.

## Tracce
1. L'amore ci cambia la vita – 4:15 (Laurex
 e Raffaello Di Pietro)
2. L'amante – 3:52 (Mogol, Mario Lavezzi)
3. Una vita normale – 4:03 (Mogol, Mario Lavezzi)
4. Ricominciamo da qui – 3:30 (Luca Angelosanti e Francesco Morettini)
5. Abbracciami – 4:44 (Cheope, Daniel Vuletic)
6. Questo grande pasticcio feat. (Federica Camba) – 3:28 (Mogol, Francesco Rapetti)
7. Dimmi adesso con chi sei – 3:54 (Cheope, Alessandra Flora)
8. Giallo come un limone – 3:31 (Mogol, Mario Lavezzi)
9. Non è così – 3:42 (Mogol, Mario Lavezzi)
10. Americana – 4:11 (Jimmy Villotti)
11. Il mio amico – 4:00 (Marco Falagiani)

## Formazione
- Gianni Morandi - voce
- Paolo Gianolio - chitarra acustica
- Paolo Valli - batteria
- Celso Valli - tastiera, pianoforte
- Luca Bignardi - programmazione
- Cesare Chiodo - basso
- Frank Nemola - programmazione
- Rudy Trevisi - sassofono tenore
- Gavyn Wright - violino
- Marco Tamburini - tromba
- Sandro Comini - trombone
- Emanuela Cortesi - cori
- Antonella Pepe - cori
- Silvio Pozzoli - cori

## Classifiche
| Classifica (2002) | Posizione massima |
| ----------------- | ----------------- |
| Italia            | 2                 |
| Svizzera          | 83                |